# Том і Джеррі
«Том і Дже́ррі» (англ. Tom and Jerry) — мультсеріал про взаємини кота Тома і миші Джеррі. Перший випуск був створений у 1940 році американськими аніматорами Вільямом Ганною (англ. William Hanna) і Джозефом Барберою (англ. Joseph Barbera), які пізніше створили студію Hanna-Barbera.

## Історія
Мультсеріал створювався голлівудською студією Metro-Goldwyn-Mayer з 1940 по 1958 рік, до того моменту, поки анімаційна студія не була закрита. У 1961 році Metro-Goldwyn-Mayer продала права на виробництво мультфільму празькій студії «Рембранд Філмс» (англ. Rembrandt Films), на чолі якої стояв Джин Дейч. «Рембранд Філмс» випустила 13 серій, які були визнані найгіршим за всю історію цього мультфільму. Жестикуляція персонажів найчастіше була виконана у високій швидкості. Саундтреки були представлені дивною музикою з космічними ефектами. Діалоги були швидше промямлені, ніж вимовлені.
У 1963 році виробництво мультфільму повернулося в Голлівуд, у студію Чака Джонса «Сіб-Тауер 12 Продакшнс» (англ. Chuck Jones' Sib-Tower 12 Productions) і тривало до 1967 року. Пізніше Том і Джеррі знову з'явилися в мультсеріалі, який створила студія Hanna-Barbera (1975—1977; Том і Джеррі: Дитячі роки 1990—1993) і Фільмейшен Студіос (англ. Filmation Studios) (1980—1982). У 2005 році Warner Bros. випустила серію під назвою The Karate Guard. Початкові мультфільми Hanna-Barbera (періоду 1940—1958 рр.) визнані найвидатнішими і стали власниками семи нагород Кіноакадемії Оскар.

## Сюжет
Сюжет більшості серій мультфільму крутиться навколо марних спроб кота Тома спіймати мишу Джеррі, і на руйнування, які з цього випливають. Оскільки в деяких серіях персонажі досить мирно уживаються між собою, залишається незрозумілим, за що Том постійно переслідує Джеррі. Можна виділити кілька сюжетних поворотів.
- Природний інстинкт.
- Джеррі знаходить собі захисника (зазвичай у вигляді бульдога Спайка) і не без успіху намагається нацькувати його на Тома.
- Тому ставлять умову (або він підкоряється Господині).
- З цирку чи зоопарку тікає великий звір, за якого дають таку ж велику винагороду, і він випадково заходить у садок будинку Тома і Джеррі.
- Серії з мишеням-сиротою Таффі. Джеррі, тимчасово виконує роль няньки і змушений рятувати наївного Таффі від Тома.
- Серії з каченям на ім'я Квакер (англ. Quacker). Дії розвиваються за аналогічною схемою.
- Серії з канаркою. Вона і Джеррі по черзі рятують один одного від Тома.
- Котяча любов. Том намагається проявити увагу до кішечки, а Джеррі йому усіляко заважає.
- Музичні серії. Том і Джеррі влаштовують перегони на концертах.
- Спортивні серії. Том і Джеррі грають у всі спортивні ігри.
- Серії, коли вороги миряться. Але до кінця серії вони обов'язково знову повинні посваритися.
- Серії, коли вони не поділили тепле місце.
- Серії, коли потрібно рятувати Тома. У цих серіях Джеррі незважаючи на попередні поневіряння намагається допомогти своєму головному ворогу, що у нього добре виходить.

Самою ідеєю серіалу є те, що Том майже ніколи не ловить Джеррі. Том перемагає лише у восьми серіях. Усі серії відрізняються великою кількістю анімаційного насильства. Мультфільм-у-мультфільмі «Чуха й Сверблячка», який ми можемо бачити в мультсеріалі Сімпсони, є прямою пародією на жорстокість Тома і Джеррі.

## Персонажі
Основними персонажами серіалу є Том Джеккер — великий кіт сіро-блакитного кольору і Джеррі Миша — невелика, але сильна миша світло-коричневого кольору. Крім цього, в різних серіях з'являються й інші персонажі. Наприклад:
- Бульдог Спайк
- Господиня Мамця-Два-Капці
- Мишеня Теффі Нібблз
- Качка-квакер
- Тайк (син Спайка)
- Канарка
- Чорний кіт Буч
- Кішка білого кольору — Тудлз

Усе починається з того, що Джеррі намагається роздратувати Тома, щоб той побіг за ним. Але скільки б Джеррі не дратував його, Том цього не помічає. Джеррі навіть вириває шматок шкури Тома, але кіт і на це не реагує. Том закоханий, він спостерігає за молодою кішкою Тудлз. Тоді Джеррі, переповненний люттю, за намовою злої сторони своєї душі відправляє лист, надушений парфумом, коту-помийщику Бутч, від імені Тудлз. Бутч читає лист: «Дорогий котику, мені завжди подобалася твоя ті-ло-бу-до-ва. Зазирни до мене на чай о третій годині. Твоя закохана без пам'яті, Тудлз». Кіт приходить в збудження, чепуриться, і йде в сад, де знаходиться кішечка. На жаль Бутча, за кішечкою вже доглядає Том. І тоді між котами розігрується неабияка боротьба. Бутч лягає на шезлонг поруч з Тудлз і намагається за нею доглядати, але Том б'є його крокетним молотком. Бутч відповідає Тому, кинувши кота в басейн. Лютий Том вилазить з басейну і кидає туди ж співаючого серенаду кішечці Бутча. Бутч теж виходить з басейну і забиває крокетний м'яч в голову Тома. Кіт падає, і Бутч починає грати в крокет Томом замість м'яча. У результаті Том падає на барбекю і смажить самого себе. Бутч продовжує залицяння до Тудлз. Джеррі, досі злий на Тома, кладе під гамак голку. Бутч говорить Тудлз: «Знаєш що, крихітко, я думаю, що зараз у мене встромиться купідонова стріла», сідає на гамак… і схоплюється від болю. Як раз в цей час до Тудлз підходить Том, і приземлившись Бутч думає, що саме Том підклав голку. Починається погоня, під час якої Бутч вдаряється головою об статую і падає в порожній басейн. Нарешті вони підбігають до гойдалок, Том ставить на них горщик і посилає гойдалки до Бутч. Гойдалки потрапляють в Бутча, але, коли вони розгойдуються вперед, Том випадково чіпляється за гойдалки. Гойдалки знову направляються до Бутча, і він б'є Тома гітарою, як справдешній бейсболіст. В результаті, Том програє Бутчу, полетівши за межі саду. Після невдачі, Том зустрічає Джеррі. Том і Джеррі починають погоню, але недовго вони пограли разом: гонитва різко переривається, і перед Томом постає інша любовна картина: Джеррі фліртує з молоденькою мишкою. Закохане мишеня відштовхує від себе здивованого Тома і обіймає новоздобуту коханку.
- Рудий кіт

На неофіційному сайті мультсеріалу можна знайти зображення усіх персонажів, які брали участь хоч в одній серії.
  ..:: The Tom and Jerry Online :: An Unofficial Site: TOM AND JERRY CHARACTERS::..

## Цікаві факти про створення мультсеріалу
- Зазвичай ні Том, ні Джеррі не розмовляють. Але є рідкісні винятки, коли присутній повноцінний, хоча зазвичай короткий діалог. В інших випадках озвучування персонажів зведено до криків болю. Також у серії «Самотнє мишеня» (англ. The Lonesome Mouse) Том і Джеррі говорять усю другу половину епізоду (Джозеф Барбера і Вільям Ганна виконали відповідні ролі). Виконувана ними міміка та жестикуляція чітко відображає почуття і наміри персонажів. Більшість криків і інших голосових ефектів є криками самого Вільяма Ганни, зокрема знаменитий крик Тома (для створення особливого ефекту початок і кінець крику Ганни були вирізані і звучить лише найгучніша середня частина).
- Музика, відіграє важливу роль в мультсеріалі, підкреслюючи дію та надаючи епізоду відповідні емоції. Кожному руху персонажів відповідає музичний пасаж. Композитор Скотт Бредлі (англ. Scott Bradley) створив складні партитури, що поєднують елементи джазу і класичної музики. При цьому часто музика в епізоді являла собою переробку популярних у той час мелодій: наприклад, у серії «Мишача біда» звучить джазова композиція «Всі Божі діти мають ритм», а музика в «Манхеттенська миша» повністю побудована на основі пісні «Манхеттенська серенада».
- Джозефу Барбері і Вільяму Ганні вдалося залучити до створення мультсеріалу найкращих аніматорів. Серед постійних аніматорів «Тома і Джеррі» протягом багатьох серій були Ірвін Спенс (англ. Irven Spence), його улюбленим персонажем був кіт Том, далі — Кеннет Мьюс (англ. Kenneth Muse), Рей Паттерсон (англ. Ray Patterson) і Ед Бардж (англ. Ed Barge).
- Сценарій до таких серій як Опівнічний перекус (1941), «Грайлива пташка» (1945), «Небесна киця» (1949) та ін. написав сам Джозеф Барбера.
- До 1955 року всі серії продюсував Фред Квімбі (англ. Fred Quimby), однак, після його виходу з анімаційного відділу «Metro-Goldwyn-Mayer», продюсувати «Тома і Джеррі» стали самі Вільям Ганна і Джозеф Барбера. Найперший мультфільм 1940 року «Киця отримує копняка» продюсував Рудольф Айзінг (англ. Rudolf Ising) — один з керівників анімаційного відділу «Metro-Goldwyn-Mayer» того часу.
- У 1945 році Джеррі вперше з'явився в кіно — у фільмі «Важкі якорі» разом з актором Д. Келлі Джеррі розмовляє і танцює (анімація Рея Паттерсона і Кеннета Мьюса).
- За серіалом у 1992 році було знято повнометражний мультфільм, де до компанії Тома і Джеррі приєдналася втікачка з дому Робін Старлінг. Повнометражна стрічка не вписується в стилістику серіалу і була зустрінута публікою досить прохолодно.
- У першому мультфільмі Киця отримує копняка кота звали Джаспер, а мишу Джінкс.

## Цікаві факти про персонажів мультсеріалу
- Том і Джеррі вміють читати. Так у вільний час Джеррі читає книги (в серії «Сирота» навіть можна побачити назву книги, «Good Mousekeeping»), а Том газети. Крім того, в одній серії Джеррі сам написав і видав книгу про його життя з Томом. У цій же серії ми дізнаємося що читати вміють Спайк і друзі Тома — вуличні коти.
- Том і Джеррі вміють грати на роялі. У серії «The Cat Concerto», яка отримала «Оскара», Том дає концерт у Hollywood Bowl, і грає на роялі. Джеррі приєднується і грає зсередини рояля, на струнах. Крім того, Том може диригувати цілим оркестром і навіть один замінити його, зігравши одночасно і на скрипках, і на трубах. Також він грає на контрабасі і співає серенади.
- В одній із серій можна побачити що у Джеррі є диплом про вищу педагогічну освіту. У кінці серії Джеррі ламає його.
- У Джеррі є кузен Мускул, якого бояться всі коти, і старий дядько-мексиканець Пекос, який грає на гітарі.
- У Тома, своєю чергою, є кузен, який страждає від того, що до жаху боїться мишей. Щоправда, згодом він подолав свою фобію і відбулось це не без допомоги Тома.

## Трансляція та відео-видання в Україні
В Україні вперше серіал транслювали з 2003 по 2004 рік на 5 каналі з українським двоголосим закадровим озвученням.
Пізніше з 2003 по 2004 рік збірка мультфільмів про Тома і Джеррі видавався на 12-х VHS-відеокасетах від концерну «Інтер-фільм» з російським двоголосим закадровим озвученням. Ролі озвучували: Олег Лепенець та Людмила Ардельян.
Також пізніше транслювали на каналі «QTV» з російським багатоголосим закадровим озвученням від телеканалу «СТС» (Росія), а також видавався на 8-х DVD-дисках від концерну «Інтер-фільм» з тим самим озвученням.